# 露出計

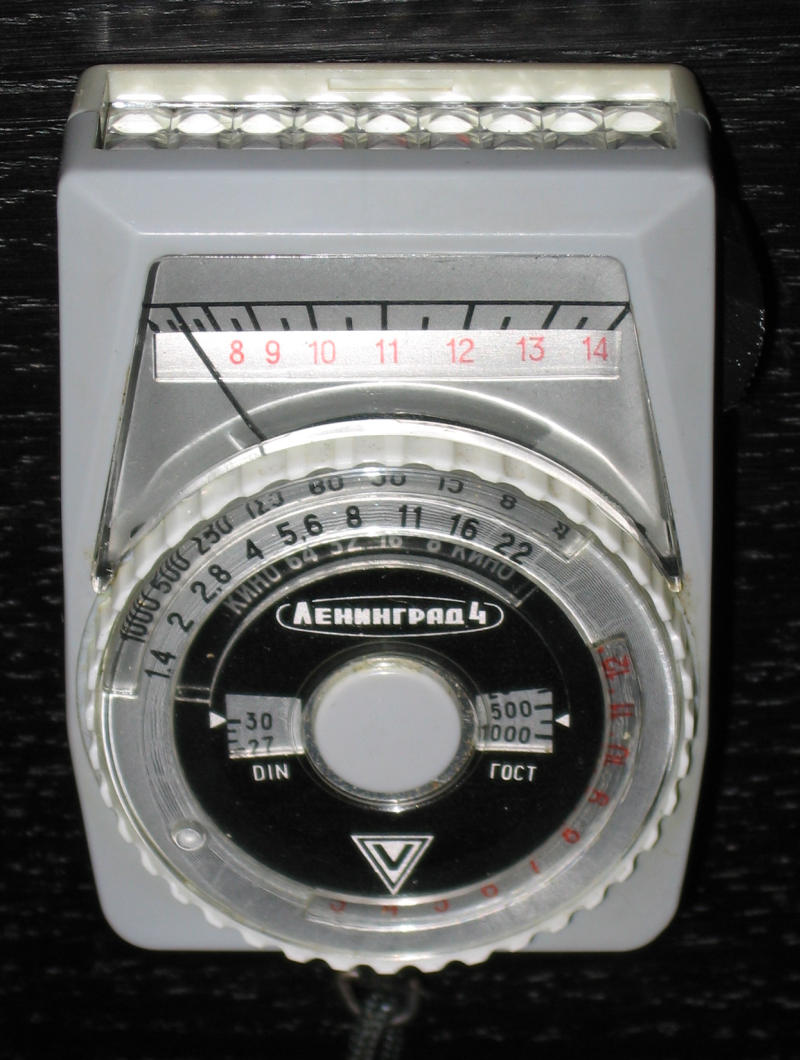
電気機械式露出計(1968)
旧ソビエト連邦製のレニングラード4型、反射光式単体露出計である。

露出計（ろしゅつけい、Exposure Meter ）は、写真や映画の撮影において光の強度を測定し、設定すべき露出値を割り出すための機械である。露出計で光の強弱を測ることを「測光」と言う。

## 露出計の歴史
世界で最初の露出計はハーターとドリフィールドが発明し1892年にマリオンから発売された計算尺式露出計であった。その後色々な方式の露出計が発明され使用されてきたが、精度や信頼性や速写性など圧倒的に優れる電気露出計が発明されてからはほぼ露出計＝電気露出計となっている。
当初は単体露出計として普及したが、その後より速写性を上げるためにカメラに内蔵されるようになり、さらには絞りやシャッター速度と連動するようになった。
今日では一般撮影用のカメラに露出計が搭載されているのは当然のこととなっているが、一方で露出計としてより高度な機能を持つ単体露出計も継続的に販売・使用されている。もっとも、保有機が中古で信用できないというユーザーは、すでに入手している露出計算尺を用いたりしている。

## 方式による分類

### 計算尺式露出計
日時、天候、被写体の種類、フィルム感度、フィルターなど色々な要素を機械的な計算尺に入力することで適正なシャッター速度と絞り値を求めるもの。

### 感光紙式露出計
感光性を持つ紙を光に晒し、変色する時間で明るさを測定するもの。ワトキンス（Watkins ）のビーメーター（Bee Meter ）などが知られている。

### 光学式露出計
例えば透過率が違う数字が印刷された透明板が並べてあり目視で読み取れなくなる限界から露出を求める、数字や被写体を見ながらフィルターを濃くしていき見える限界で明るさを求め、適正なシャッター速度と絞り値を求めるもの。眼が暗順応すると暗がりまで見えるようになるため正確な測定ができない。イカのダイヤフォトが有名である。

### 比較露出計
光学式露出計と似ているが、露出計本体に基準となる光源を内蔵し、それとの比較で測光する。理論的な精度は得られるはずだが、当時の書籍には「値段が高いわりには、何回測っても同じ値にならなくて不満だ」と書いてある。究極的な製品としてサルフォード・エレクトリック・インスツルメンツが1947年に比較露出計式のスポットメーター、S.E.I.望遠露出計を発売し、アンセル・アダムスも1950年代に多用した。

### 電気露出計
感光素子の出力により明るさを測定し、適正なシャッター速度と絞り値を求めるもの。最も基本的な電気露出計は、電源と受光部と電磁検流計を直列につないだもので、表示部には露出計算スケールがある。最初の電気露出計はウェストンのユニバーサル617型であり、日本製品最初の電気露出計は1939年（昭和14年）に発売されたマツダ露出計である。

#### セレン光電池式
セレンを塗布した金属板を受光部に用い、セレン板と接続された検流計で光量を計測する仕組みで、もっとも原始的な電気露出計である。セレン板の面積が広ければ広いほど、計測精度と暗所での応答性が向上する。
利点としては、分光感度特性が他の受光素子よりもフィルムに近い。目の感度に近い。安価。また素子自体が発電するため、電源を必要としない。耐久性が高い。

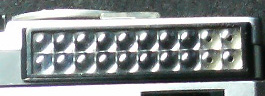
セレン光電池受光部 - キヤノンメーターIIのもの

欠点としては、一般的に計測精度が次項のCdS式より劣る。また受光量に対し起電力の増加量が完全には比例しないため、明所と暗所で感度切り替えを必要とするものが多い。暗い場所では測光できない。
また、破棄されたセレンが環境汚染につながることから、現在はセレン光電池を採用する製品はほとんど見かけない。
カメラ内蔵型の露出計では格子と複眼レンズをセレン板に重ねてあり、計測角度を制限・集光している。単体型露出計（後述）では、受光部にかぶせるカバーを交換、または切り替えできるものがあり、反射光の他に立体及び平面の入射光に対応している。

#### CdS式

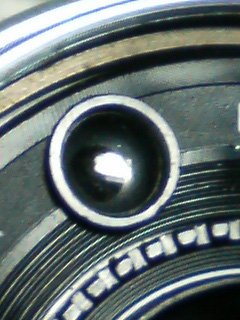
CdS受光部 - コニカC35のもの

測光素子に硫化カドミウムを使用したCdSセルを用いる方式。セレン光電池が光によって起電力を変化させるのに対して、CdSセルは電気抵抗値を変化させる。
利点としては、セレン光電池式と比較し暗い場所でも測光できること、受光角を狭くできるためスポットメーターも製造できることなどがあり、さらに抵抗変化の直線性も優れている。
欠点としては、電源を必要とする。電源に電池を用いる場合、電池残容量が少なくなってくると起電力が低下して測光精度が低下するため起電力が安定している電池を用いる必要があり、ブリッジ回路などを用いて起電力変化の影響を受けないようにしているものもある。反応は遅く、特に低輝度域で顕著であるため、針が安定し正しい数値を示すまでに時間がかかる。寿命が短い。光履歴特性があり、暗い場所に放置した後はさらに反応が遅くなる。

#### フォトダイオード式
受光量に比例して導電性が上がる光半導体素子、フォトダイオードを使用する。使用される測光素子はシリコンフォトダイオード（SPD）またはガリウムヒ素フォトダイオード（GPD）がある。精度が高く、また反応速度が速いのでフラッシュ光（閃光電球及びエレクトロニックフラッシュ）の光量も測定できるようになった。
CdS式同様、電源が必要である。CdSより微弱な電流で動作するため、トランジスタなどの増幅回路と組み合わせて使用され、回路が複雑になる。また起電力の変化による影響がきわめて大きく、電源安定化回路が必須となる。SPDは感光特性がフィルムより赤外域で高いため、フィルターを掛ける必要がある。GPDは毒性の高いヒ素が使用されているためあまり使用されなくなった。

#### イメージセンサー式
固体撮像素子のCCDやCMOSを測光用に使用する方式。フィルムカメラではニコンF5の「3D-RGBマルチパターン測光」にて、多分割測光演算に色情報を取り込むため、測光素子にCCDを採用した。デジタルカメラでは、画像撮影用の素子をそのまま測光に利用することで別部品を必要とせず安価に作ることができるため、デジタルコンパクトカメラ・ミラーレス一眼カメラや携帯電話・スマートフォンのカメラ機能に広く採用されている。スマートフォンでは内蔵カメラの測光機能を利用した単体露出計のアプリもつくられている。

## 測定形式による分類

### 入射光式

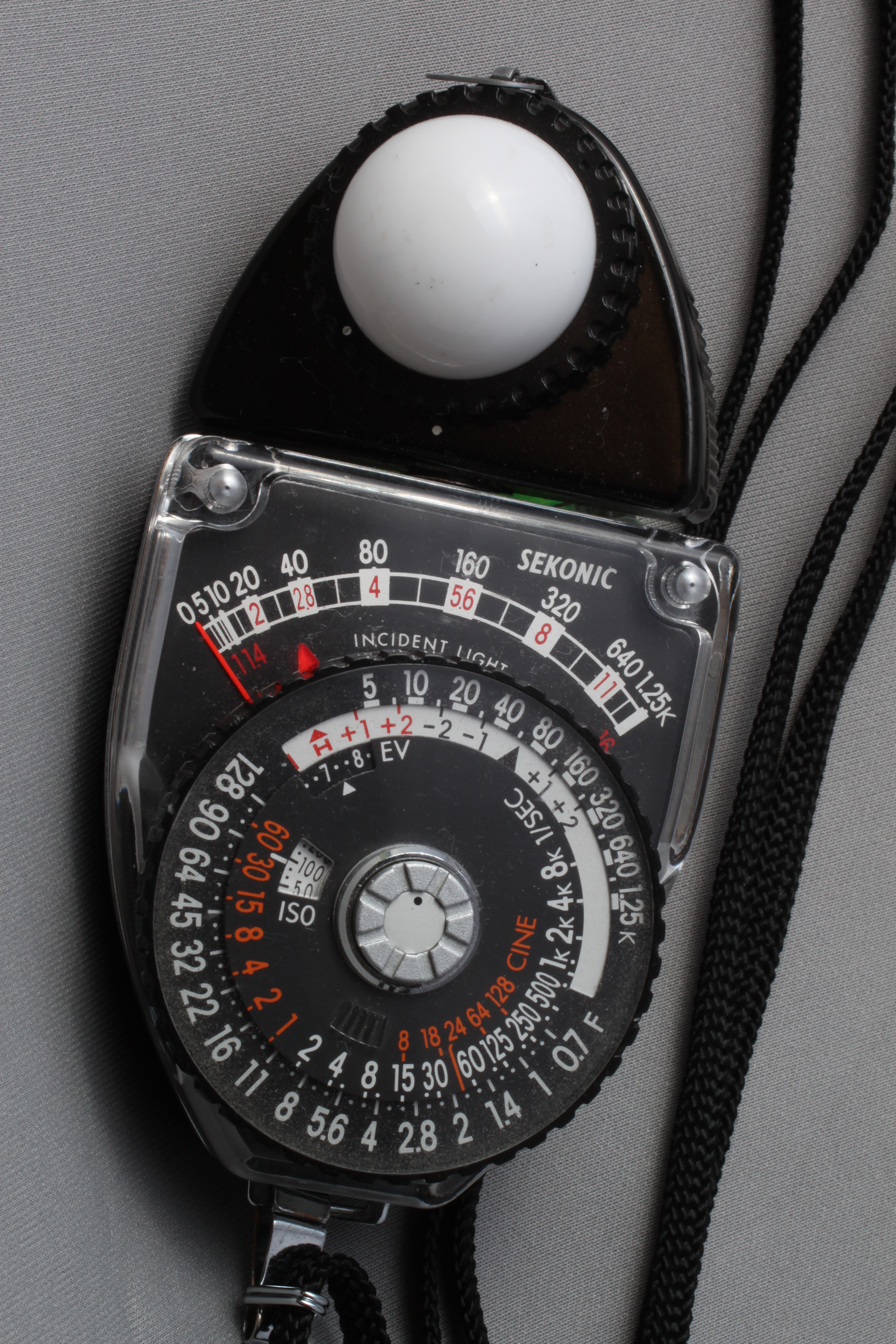
セコニックスタジオデラックス　入射光式露出計のベストセラーとして知られる

被写体に当たる光量を測定する形式。被写体の反射率や、被写体に近い方向の強い光源に左右されることなく適正な露出が得られる。極僅かの例外を除いて単体露出計である。現在は太陽光等の定常光だけではなく、フラッシュ光も測定できるフラッシュメーターが主流となっている。
被写体に当たっている光量を測定するので、光に透けた紅葉、夕焼け、テレビ画面・夜景を撮影する場合など、被写体自体から光を発している場合の測光には向かない。また昼夜を問わず遠景撮影等で被写体の近辺に行けない場合には当然使えなくなる。よって人物や静物の撮影において活用される。

### 反射光式

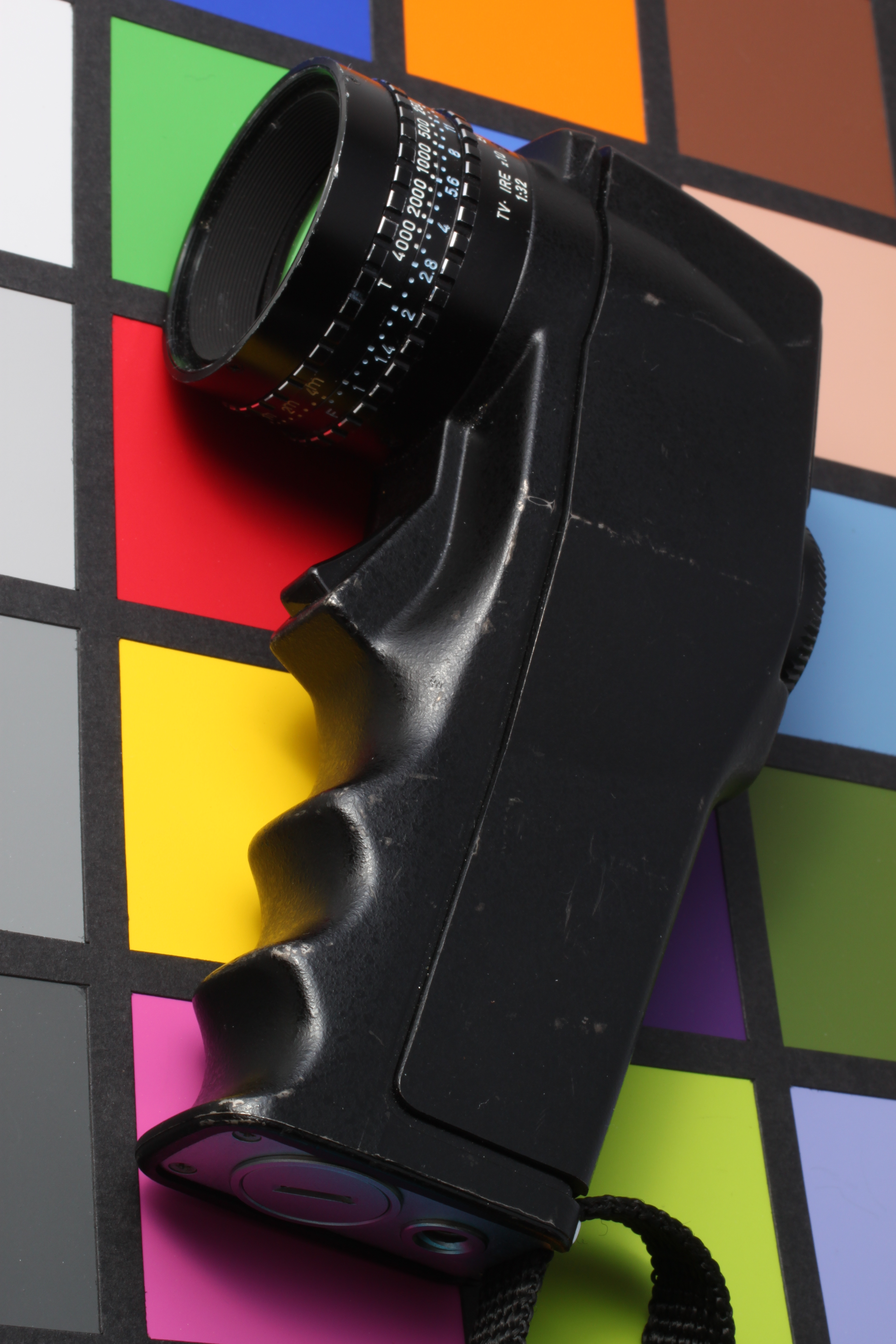
ペンタックスのデジタルスポットメーター

被写体に当たって反射した光量を測定する形式。カメラに内蔵されている露出計は数少ない例外を除き反射光式である。単体の反射光式露出計の場合は中心のごく小さな測定点で露出を測定するスポットメーターが主流である。電気式スポットメーターの初期製品としてはミノルタ（現コニカミノルタ）が1964年に発売したミノルタビューメーター9が知られている。入射光式に対して、被写体に向けるだけでどのような場所でも測光が可能である。
通常反射光式露出計は測定対象物の反射率が18％（=標準反射率）であると仮定して測光する仕組みになっているため、反射率が18％から外れた測定対象を測定した場合、低反射率のものは実際より暗いと判断し高反射率のものは実際より明るいと判断してしまうため、指示通りの露光値で写すと暗く写ってしまう。また逆光などでは入射光によって被写体が実際より「明るい」と判断され、指示通りの露光値で写すと暗く写ってしまう。

## 形状による分類

### 単体露出計

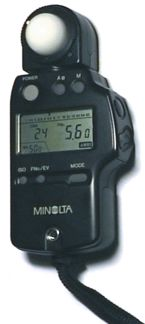
ミノルタオートメーターIVF

露出計が単独の製品となっているもの。入射光式露出計はこのタイプが多いが、反射光式、さらにどちらにも対応可能なものもある。基本的な機種で、カメラに露出計が内蔵されるのが当たり前になった現在でも精度の高さや内蔵露出計にはない機能も持つことから需要が多い。
代表的な製品はウェストンのウェストンマスター、ゴッセンのルナシックス、セコニックのスタジオデラックスがある。反射光式の代表的製品はペンタックススポットメーターなど、両用の代表的製品はミノルタオートメーターなどが有名である。

### 着脱式露出計

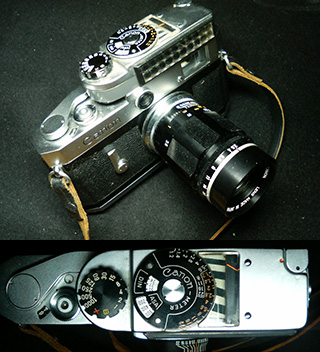
キヤノンメーターIIを装着したキヤノンP

クリップオンメーターとも呼ばれる、カメラに着脱できる露出計である。単体露出計と同様の一切連動機構がないものもあるが、多くはカメラに装着するとシャッター速度ダイヤルなどと機械的に連結し、あらかじめ設定しておいたフィルム感度と測光結果から現在のシャッター速度で適正露出になる絞り値を表示する。基本的に着脱式露出計はカメラの機種ごとに専用のものが用意されている。代表的なものにライカM3・M2用のライカMCメーター、キヤノンVIT・VIL・P用キヤノンメーター、ニコンF用ニコンメーター1・2などがある。　特にニコンメーター1は、レンズ絞りとシャッターダイヤルの両者を世界で初めて露出計に連動させた指針システムを確立させた画期的な着脱式露出計である。
カメラの内蔵露出計が一般化すると廃れていったが、現在でも旧式カメラ向けの着脱式露出計がわずかながら販売されている。

### カメラ内蔵露出計
カメラに内蔵されている露出計。カメラ側のシャッター速度や絞りと完全に連動させることが可能で、特にAEカメラには必須となる。レンズ付きフィルムをのぞく現代の一般撮影用カメラにはほとんど必ず露出計が内蔵されている。最初に露出計を内蔵したカメラはツァイス・イコンが1935年に発売したコンタフレックスである。受光部の位置、測定結果の表示方式などでさらに細かく分類できる。

#### 受光部の位置による分類
外光式
カメラに受光窓を設け、撮影レンズに関係なく決まった測定角度で測光する方式。
TTL式
撮影レンズを実際に透過した光を測光する露出計。画角を考える必要がなく、フィルターの補正が不要であるなど多くの利点がある。最初にTTL露出計を装備したカメラは東京光学（現トプコン）が1963年に発売したトプコンREスーパーである。

#### カメラとの連動方式による分類

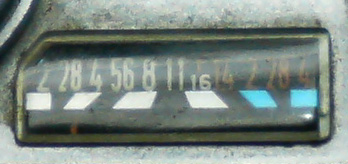
半連動露出計 - キヤノンFXのもので、シャッター速度やフィルム感度を変更するとメーター部分の絞りが書かれた部分が左右に移動する

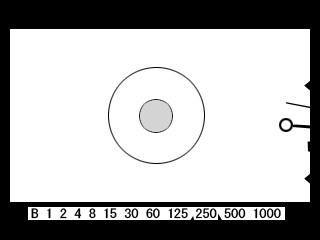
追針連動露出計 - ミノルタSR-T101のファインダー内に装備されているもの。右側の2本の針が追針連動露出計。頭に環がついた太い針が追針、普通の針が露出計指針

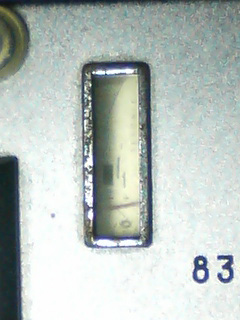
定点合致連動露出計 - マミヤ・エルカのもので、中央の黒い部分に針が入る状況が適正露出となる

非連動式
単体露出計をそのままカメラに組み込んだもので、実際に設定したシャッター速度や絞りには連動せず、露出計算専用のシャッター速度目盛り・絞り目盛りを持つ。最も原始的な内蔵露出計である。
ライトバリュー式
LV式と略されることもある。基本的に非連動式露出計と同じものだが、フィルム感度・シャッター速度・絞りの組み合わせからライトバリューを表示する仕掛けがある。カメラのシャッター速度設定部・絞り設定部にもライトバリューを表示する仕掛けがあり、両者の数字を一致させると適正露出になる。
半連動式
カメラのフィルム感度とシャッター速度、あるいはフィルム感度と絞りにのみ連動し、適正絞り値またはシャッター速度を表示する方式。前者は絞りと連動させることが難しかったレンジファインダーカメラや初期の一眼レフカメラに、後者は初期の絞り優先AEカメラのマニュアルモード用によく用いられた。
また、上記の着脱式露出計は、ほとんどの場合シャッターダイヤルにのみ連動しているため、半連動式露出計の一種でもある。
追針連動式
ライトバリュー式の発展型で、ライトバリューを数字の代わりに追針と呼ばれる指針で表示する。追針はカメラボディに設定されているシャッター速度・絞り・フィルム感度と連動しており、露出計の数値を示す露出計指針と重ねて表示される。追針を露出計指針に重ねると適正露出となる。完全な両連動露出計のひとつである。露出計は電気的には単体露出計であるため信頼性は高いが、複雑な機械連動機構が必要になるため、あまり搭載されなかった。この連動方式を採用している代表的なカメラにミノルタのSR-T101などが挙げられる。
定点合致連動式
ゼロメソッド式とも呼ばれる、完全な両連動露出計である。露出計指針そのものをフィルム感度・シャッター速度・絞り値に連動させ、指針が中央の定点にあったときに適正露出になる方式である。露出計とフィルム感度・シャッター速度・絞りの連動は擦動抵抗(可変抵抗器の一種)を使う場合が多いが、TTL絞り込み測光式カメラでは実際に絞りを絞り込むことで光学的に連動させる。また旧式の一眼レフカメラの場合、フィルム感度・シャッター速度と露出計は機械的に連動させる場合が多い。構造が追針連動式に比べ簡単にできるため、自動露出が普及するまで両連動露出計を装備したカメラのほとんどがこの方式であった。この方式の連動露出計を世界で初めて搭載したカメラは1958年発売のマミヤ・エルカとミノルタ・オートワイド（同時発売）である。
また現在のカメラでは、シャッター速度・絞り・フィルム感度等をデジタル通信によって連動させているものがほとんどである。
自動露出式
AEまたはEEとも呼ばれる。カメラが露出計の算出結果から自動的に絞りやシャッター速度を設定する方式。最初の製品はコダックが1938年に発売したスーパーコダック620である。

##### 測定結果表示方式による分類
針式
指針が測光結果を指し示す方式。暗所では見づらくなるが、発光ダイオードによる表示と異なり無段階表示が可能である。
電磁メーターを使用しているため、強い磁気を帯びたものに近づけると故障する可能性がある。
LED（または液晶）式
発光ダイオードによって測光結果を表示する方式。+（オーヴァー）・-（アンダー）のみの二点表示型、+・○(適正)・-の3つのランプがある3点表示型、多くのLEDを用いた多点表示型、絞りに対する適正シャッター速度を数字で表示する数値表示型などがある。液晶によってこれらの表示を置き換えるものも多くなっている。
オートフォーカス一眼レフカメラなど基本的にAE撮影が前提のカメラでは、マニュアル露出モード時に表示される露出計は2点または3点表示型のものがほとんどで、針式や多点表示型などに比べると操作性は劣る。

## 主な露出計メーカー
- セコニック
- ミノルタ→コニカミノルタフォトイメージング（2006年3月まで）→ケンコー（2011年5月まで）→ケンコー・トキナー（2011年6月から）
- ペンタックス（スポットメーターのみ）
- ゴッセン（ドイツ）
- ウエストン（アメリカ、撤退済み）
- ゼネラル・エレクトリック（アメリカ、撤退済み）
- ウェスティングハウス（アメリカ、撤退済み）